# Aulus Gabinius
Aulus Gabinius var en plebejisk romersk politiker och anhängare av Gnaeus Pompejus Magnus. Han valdes till folktribun 67 f.Kr., pretor 61 f.Kr. och konsul 58 f.Kr.. 57–54 f.Kr. var han guvernör i Syrien och återförde som sådan den egyptiske exilkonungen Ptolemaios XII till tronen 55 f.Kr.. Han återkallades senare till Rom anklagad för att ha mottagit mutor i samband med detta. Han fälldes och utvisades men återkallades senare och slogs vid Caesars sida i Illyrien mot Pompejus anhängare, varvid han avled 48 eller 47 f.Kr.. Som ståthållare av Syrien ersattes han 54 f.Kr. av Marcus Licinius Crassus, som stupade i detta ämbete följande år.